# Rhodesiella pernigra
Rhodesiella pernigra är en tvåvingeart som beskrevs av Kanmiya 1987. Rhodesiella pernigra ingår i släktet Rhodesiella och familjen fritflugor.
Artens utbredningsområde är Taiwan. Inga underarter finns listade i Catalogue of Life.